# Wendy Jo Carlton
Pour les articles homonymes, voir Carlton.
Wendy Jo Carlton, née aux États-Unis, est une réalisatrice, productrice, scénariste et monteuse américaine. 

## Biographie
Wendy Jo Carlton est ouvertement lesbienne. Elle aborde régulièrement le sujet dans ses films.

## Filmographie
| année     | film                                       | réalisatrice | productrice | scénariste | monteuse | notes                      |
| --------- | ------------------------------------------ | ------------ | ----------- | ---------- | -------- | -------------------------- |
| 1998      | Kansas                                     |              | Oui         |            |          | court métrage              |
| 2001      | The Boys in the Bean                       | Oui          |             | Oui        | Oui      | court métrage              |
| 2004      | Brushfires                                 | Oui          |             | Oui        |          | long métrage               |
| 2007      | If We Never Left This Room                 | Oui          | Oui         | Oui        | Oui      | court métrage documentaire |
| 2009      | Hannah Free                                | Oui          | Oui         |            |          | long métrage               |
| 2011      | Jamie and Jessie are not together          | Oui          | Oui         | Oui        |          | long métrage               |
| 2009-2012 | Biz Kid$                                   | 6 épisodes   | 3 épisodes  |            |          | série télévisée            |
| 2012      | Easy Abby                                  | Oui          |             | Oui        |          | série télévisée            |
| 2013      | Easy Abby: How to Make Love More Difficult | Oui          | Oui         | Oui        |          | long métrage               |
| 2015      | Sapphic Press                              |              |             | Oui        |          | court métrage télévisé     |
| 2016      | Easy Abby S2 Ep7 Thrush                    | Oui          | Oui         | Oui        |          | court métrage télévisé     |
| 2017      | Carol Support Group                        |              | Oui         |            |          | court métrage              |
| 2020      | Good Kisser                                | Oui          | Oui         | Oui        |          | long métrage               |